# Concentus Musicus Wien
El Concentus Musicus Wien es un conjunto instrumental austriaco especializado en la ejecución de música del Barroco y del Clasicismo.

## El grupo
Fue fundado en Viena en 1953 por el violonchelista austriaco Nikolaus Harnoncourt, que lo dirigió desde el chelo hasta 1987 y cuya dirección artística desempeñó hasta su muerte. Harnoncourt fue un precursor de la interpretación historicista de la música antigua con instrumentos originales de época usando las técnicas empleadas entonces. Para obtener este resultado, los instrumentistas del conjunto estuvieron ensayando el repertorio durante cuatro años antes de dar su primer concierto, que tuvo lugar en 1957 en el Palacio Schwarzenberg de Viena.
El conjunto obtuvo enseguida el reconocimiento del público y de la crítica y desde 1960 se organizaron ciclos anuales de conciertos y se efectuaron grabaciones discográficas de los Conciertos de Brandemburgo de Bach y seguidamente, desde 1970 hasta 1990, la Integral de las Cantatas del mismo compositor (Teldec). Este último trabajo monumental fue completado por el director de orquesta Gustav Leonhardt y obtuvo el premio Gramophone Award. Supuso una innovación en muchos aspectos, como en el empleo de niños tanto en las partes de soprano y contralto en el coro como en las intervenciones solistas (arias y recitativos para estas cuerdas), como se hacía en tiempos de Bach. En esta Integral intervinieron los Niños Cantores de Viena, el Coro de niños de Tölz y el Coro de niños de Hannover (este último con Leonhardt). También participó en menor escala el King's College de Cambridge (solo para cuatro Cantatas). 
El Concentus Musicus Wien se ha cimentado igualmente en la ejecución de óperas barrocas entre las cuales destacan 
"Armida" de Joseph Haydn, "Dido y Eneas" y "The Fairy Queen" de Purcell, diversos oratorios de Georg Friedrich Händel y "Orfeo" de Monteverdi.
Su repertorio va desde la música renacentista hasta Haydn y Mozart incluyendo música sacra y profana.

## Galería

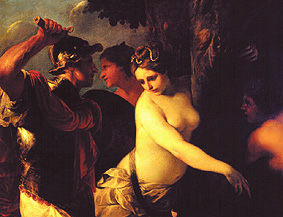
Reinaldo en el bosque mágico, de Filippo Zaniberti (1585 - 1636), escena de la "Jerusalén liberada" de Torquato Tasso empleada en la portada de "Il combattimento/ /Lamento della ninfa/Madrigali", disco dedicado a esas obras de Monteverdi.